# سيرغي موروزوف
سيرجي ايفانوفيتش موروزوف (مواليد 6 سبتمبر 1959، أوليانوفسك) (بالروسية: Серге́й Ива́нович Моро́зов) هو حاكم أوليانوفسك أوبلاست في روسيا. انتخب في عام 2004، وبدأت ولايته في عام 2005.

## مسيرته
بعد الانتهاء من الخدمة العسكرية في أسطول المحيط الهادئ في عام 1980، تخرج من معهد (All Union Juristic) في عام 1981.
بين عامي 1981 و2000، عمل في وزارة الداخلية في أوليانوفسك أوبلاست، ثم بعد ذلك أصبح رئيسًا لإدارة مكافحة المخدرات المحلية. تم انتخاب موروزوف عمدة ديميتروفغراد في عام 2000، ثم حاكم أوليانوفسك في عام 2004. وهو متزوج وله ولدان وابنة.